# Mia Wasikowska
Mia Wasikowska (Canberra, 14. listopada 1989.) australska je glumica. Pokretanjem svoje glumačke karijere na australskoj televiziji i filmu, prvi je put postala poznata široj javnosti nakon njezine hvaljene uloge u HBO televizijskoj seriji Na terapiji. Svjetsku slavu stekla je 2010. godine, ulogom Alise u hvaljenom filmu Tima Burtona Alisa u zemlji čudesa koji je ostvario zaradu od preko milijardu dolara.

## Životopis
Wasikowska je rođena i odrasla u Canberri, Australija. Ima stariju sestru Jess i mlađeg brata, Kai. Njena majka, Marzena Wasikowska, je poljska fotografkinja, a njezin otac, John Reid, je australski fotograf i kolažist.
1998., kada je imala osam godina, Wasikowska i njezina obitelj preselili su se u Szczecin, Poljska, na godinu dana, nakon što joj je majka dobila stipendiju za proizvodnju zbirke djela na temelju vlastitog iskustva emigracije u Australiju 1974. godine, u dobi od jedanaest godina.
Wasikowska se baletom počela baviti s devet godina, s nadom da će profesionalno nastupati. U dobi od 13 godina Wasikowska je plesala balet čak 35 sati tjedno i unatoč velikoj ljubavi prema toj grani umjetnosti s četrnaest godina odlučila je prestati plesati.

## Privatni život
U slobodno vrijeme, Wasikowska je strastveni fotograf.
Wasikowska živi u mjestu Bronte, Novi Južni Wales. Od 2013. godine, u vezi je sa svojim glumačkim kolegom Jesseem Eisenbergom. 

## Filmografija

### Filmovi
| Godina | Film                          | Uloga              | Bilješke     |
| ------ | ----------------------------- | ------------------ | ------------ |
| 2006.  | Suburban Mayhem               | Lilya              |              |
| 2006.  | Eve                           | Eve                | kratki film  |
| 2007.  | Lenova ljubavna priča         | djevojka           | kratki film  |
| 2007.  | Koža                          | Emma               | kratki film  |
| 2007.  | Cosette                       | Cosette            | kratki film  |
| 2007.  | Rujan                         | Amelia Hamilton    |              |
| 2007.  | Užas iz rijeke                | Sherry             |              |
| 2008.  | Ja volim Sarah Jane           | Sarah Jane         | kratki film  |
| 2008.  | Summer Breaks                 | Kara               | kratki film  |
| 2008.  | Prkos                         | Chaya Dziencielsky |              |
| 2009.  | Večernje sunce                | Pamela Choat       |              |
| 2009.  | Amelia                        | Elinor Smith       |              |
| 2010.  | Alisa u zemlji čudesa         | Alisa Kingsleigh   |              |
| 2010.  | Djeca su dobro                | Joni               |              |
| 2011.  | Jane Eyre                     | Jane Eyre          |              |
| 2011.  | Nespokojni                    | Annabel Cotton     |              |
| 2011.  | Albert Nobbs                  | Helen Dawes        |              |
| 2012.  | Lawless                       | Bertha Minnix      |              |
| 2013.  | Stoker                        | India Stoker       |              |
| 2013.  | Samo ljubavnici preživljavaju | Ava                |              |
| 2013.  | Avanture                      | Robyn Davidson     |              |
| 2013.  | Dvojnik                       | Hannah             |              |
| 2014.  | Karta do zvijezda             | Agatha Weiss       |              |
| 2014.  | Gospođa Bovary                | Emma Bovary        | U produkciji |
| 2015.  | Crimson Peak                  | Edith Cushing      | U produkciji |
| 2016.  | Alisa u zemlji čudesa 2       | Alice Kingsleigh   |              |

### TV serije
| Godina    | Serija      | Uloga       | Bilješke                                         |
| --------- | ----------- | ----------- | ------------------------------------------------ |
| 2004.–05. | All Saints  | Lily Watson | Epizoda: "Out on a Limb" i "Sins of the Mothers" |
| 2008.     | Na terapiji | Sophie      | Uloga u 9 epizoda                                |

### Videoigre
| Godina | Videoigra             | Uloga                   | Bilješke |
| ------ | --------------------- | ----------------------- | -------- |
| 2010.  | Alisa u zemlji čudesa | Alisa Kingsleigh (glas) |          |

## Vanjske poveznice
- Mia Wasikowska u internetskoj bazi filmova IMDb-u (engl.)